# シアネート
シアネート (cyanate) とは、シアン酸の塩のこと。もしくは、シアン酸のエステルのこと。シアナートとも呼ばれる。

## シアン酸塩
シアン酸塩は一般式を Mn(O-C≡N)m と表される。[O-C≡N]− はシアネートアニオン (もしくは単にシアネートとも）と呼ばれる1価のアニオンで、以下のような共鳴式を持つ。
金属カチオンへ配位する場合は酸素に結合する場合と窒素に結合する場合がある。狭義のシアネートは金属が酸素に結合している化合物のことで、窒素に結合している塩や錯体を特にイソシアネート、イソシアン酸塩と呼ぶ。
アンモニウム塩であるシアン酸アンモニウム (NH4+OCN−) は無機化合物から尿素を得たヴェーラー合成の基質として知られる。

## シアン酸エステル

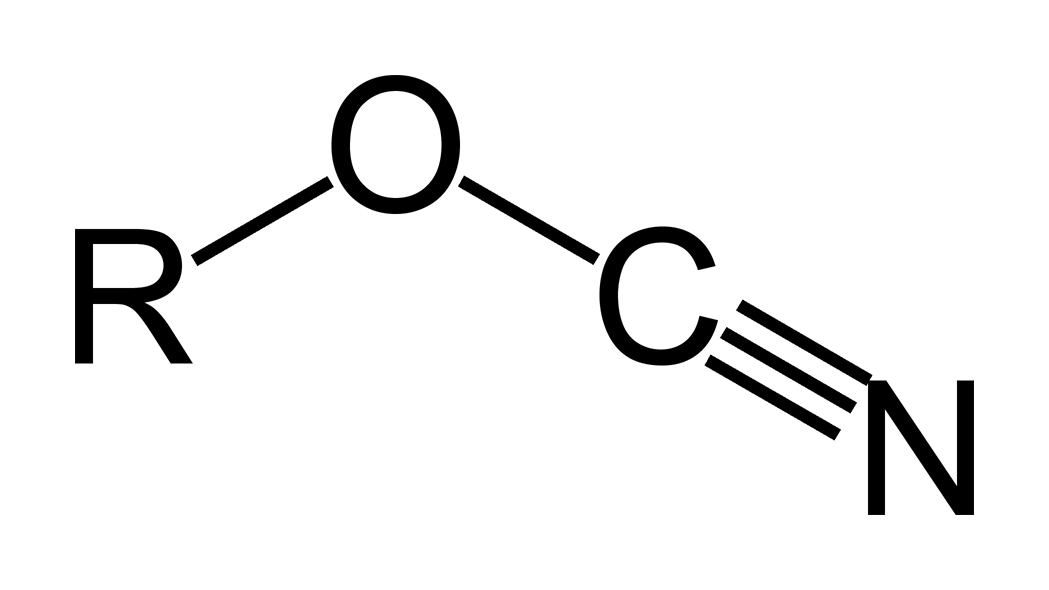
シアン酸エステルの一般式

シアン酸エステルの一般構造式は {\displaystyle {\ce {R-O-C{\equiv }N}}} と表される（R は有機基）。この中で1価の官能基 {\displaystyle {\ce {-O-C{\equiv }N}}} はシアナト基 (cyanato group) と呼ばれる。有機基 R が窒素に結合した構造異性体 {\displaystyle {\ce {R-N{\equiv }C=O}}} はイソシアネート（イソシアン酸エステル）と呼ばれ、区別される。
アリールイソシアネートは、フェノールとシアン化塩素に塩基を作用させて得られる。
{\displaystyle {\ce {{Ar-OH}+ClCN->Ar-O-C\equiv N}}}